# 조문의
조문의(1963년 ~ )는 대한민국의 배우이다.

## 출연작

### 영화
- 2000년 《오! 수정》
- 2001년 《고양이를 부탁해》... 분류 심사원 역
- 2001년 《파라다이스 빌라》... 101호 손님 3 역
- 2003년 《대한민국 헌법 제1조》... 조금박 참모 2 역
- 2003년 《살인의 추억》... 약사 역
- 2003년 《여섯 개의 시선》... 주민 2 역
- 2004년 《효자동 이발사》... 손씨 역
- 2005년 《태풍태양》... 교사 역
- 2005년 《연애의 목적》... 학원 선배 역
- 2006년 《국경의 남쪽》... 브로커 역
- 2006년 《애정결핍이 두 남자에게 미치는 영향》... 김경장 역
- 2007년 《뷰티풀 선데이》... 수위 역
- 2007년 《우아한 세계》... 공무원 역
- 2007년 《꽃미남 연쇄 테러사건》... 의사 역
- 2008년 《모던 보이》... 토지조사국 과장 역
- 2008년 《로맨틱 아일랜드》... 중식 친구 역
- 2009년 《박쥐》... 검사관 2 역
- 2009년 《핸드폰》... 최 PD 역
- 2009년 《마더》... 운동장 안경 죄수 역
- 2009년 《차우》... 곽 사장 역
- 2010년 《집 나온 남자들》... 호텔 박 사장 역
- 2010년 《파괴된 사나이》... LP 박 사장 역
- 2010년 《소와 함께 여행하는 법》... 경찰 역
- 2010년 《된장》... 연구원 역
- 2011년 《글러브》... 지구대장 역
- 2012년 《간첩》... 구 대리 역
- 2013년 《미나문방구》... 경찰 1 역
- 2013년 《소원》... 국선 역
- 2015년 《오피스》... 경비 역
- 2015년 《강남 1970》... 사우디 김 역

### TV 드라마
- 2005년 MBC 주말 특별기획드라마 《제5공화국》... 장영자 담당 수사관 역
- 2006년 KBS2 단막극 드라마시티 《별은 빛나건만》
- 2007년 MBC 주말 특별기획드라마 《하얀거탑》... 하익현 역
- 2007년 SBS 대기획 《로비스트》... 한성그룹 과장 역
- 2009년 MBC 주말 특별기획드라마 《2009 외인구단》... 사부 울브스 구단 코치 역
- 2009년 MBC 주말드라마 《탐나는도다》... 조달 부 역
- 2009년 SBS 수목 드라마스페셜 《크리스마스에 눈이 올까요?》... 한준수의 친구 역
- 2011년 MBC 수목 드라마 《넌 내게 반했어》... 개국 100주년 기념 뮤지컬 관계자 역
- 2016년 KBS2 주말드라마 《월계수 양복점 신사들》
- 2017년 KBS2 아침드라마 《TV소설 - 그 여자의 바다》
- 2017년 KBS2 금요드라마 《최강 배달꾼》... 원조 아구찜 주인 역

### 연극
- 고목
- 물고기남자
- 맥베드

## 경력
- 연극배우협회 회원